# Adama City Football Club
Maillots
Actualités
Le Adama City Oromiya Football Club (en amharique : አዳማ ከተማ የእግር ኳስ ክለብ), plus couramment abrégé en Adama City FC, est un club éthiopien de football fondé en 1983 et basé dans la ville d'Adama, dans le sud du pays.

## Historique
- 1993 : fondation du club

## Personnalités du club

### Présidents
- Teshome Quankusie

### Entraîneurs
- Negene Negash
- Sisay Abraham